# Pululagua
Pululagua je neaktivní sopečná kaldera o průměru 3 km, nacházející se v nadmořské výšce 3356 m, asi 15 km severně od Quita – hlavního města Ekvádoru. Vytvořila se přibližně v roce 450 př. n. l. Západní stěna kaldery je porušena a dno je vyplněno několika dacitovými lávovými dómy (Loma el Chivo, Loma la Marca, Loma Pondona).